# تسكين العاصفة

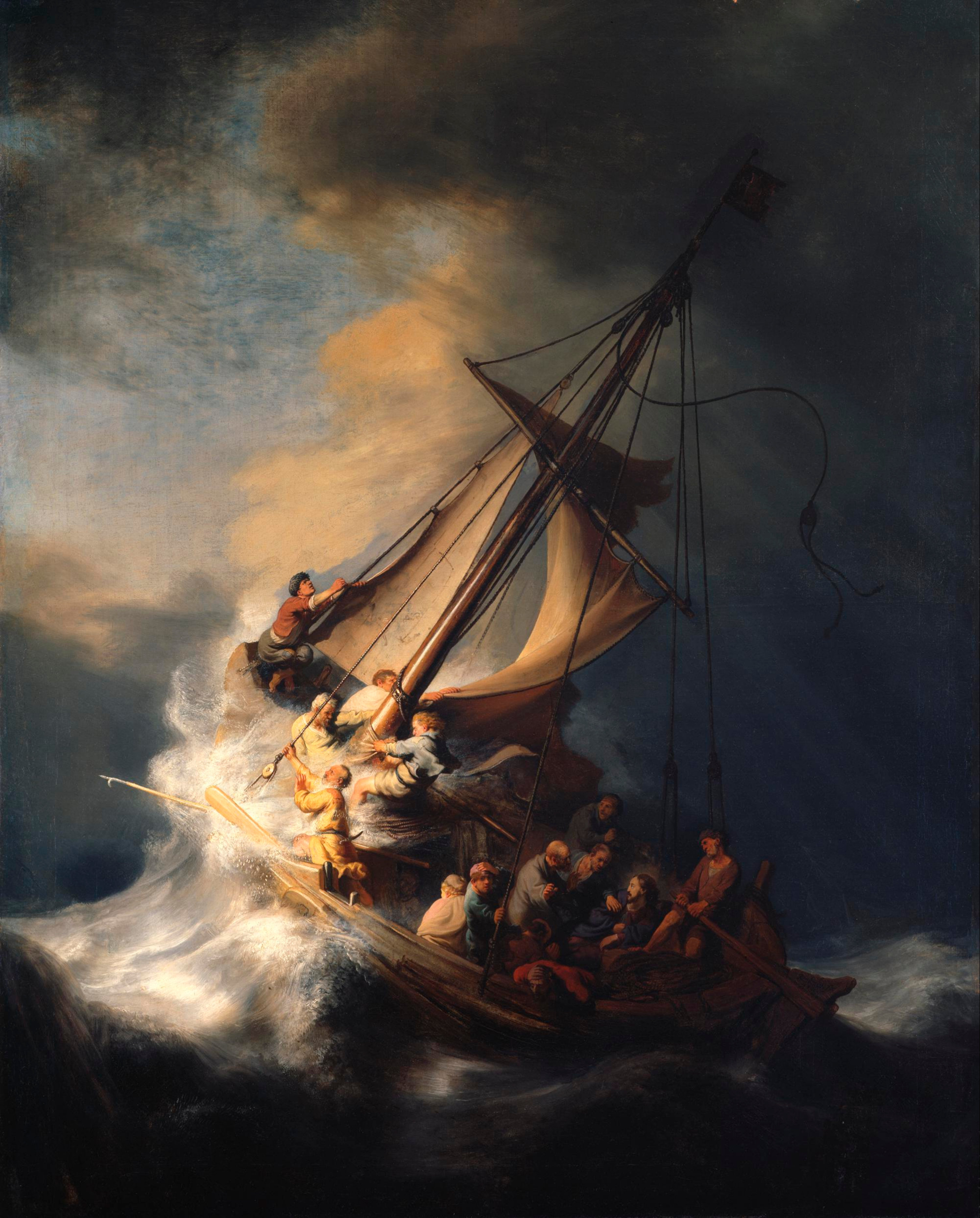
العاصفة على بحيرة طبريا بواسطة رإمبرانت، 1632.

إن تهدئة العاصفة هي إحدى معجزات يسوع في الأناجيل المذكورة في متى 8: 23-27، مرقس 4: 35-41، ولوقا 8: 22-25 (الأناجيل السينوبتيكية). تختلف هذه الحادثة عن مسيرة يسوع على الماء، والتي تتضمن أيضًا قاربًا في البحيرة ويظهر لاحقًا في الرواية.

## حسابات الكتاب المقدس
بحسب الأناجيل، ذات مساء كان يسوع وتلاميذه يعبرون بحيرة طبريا في قارب. وفجأة ظهرت عاصفة غاضبة، وبدأت الأمواج تتعالى وترتطم فوق القارب بحيث كاد يغرق. كان يسوع نائمًا على وسادة في المؤخرة، فأيقظه التلاميذ وسألوه، «يا معلّم، ألا تهتم إذا غرقت؟» ثم يذكر إنجيل مرقس ما يلي:
«لِمَاذَا أَنْتُمْ ضُعَفَاءُ ٱلْقَلْبِ، يَا قَلِيلِي ٱلْإِيمَانِ؟». (متى 8:26) ثُمَّ يَنْتَهِرُ ٱلرِّيحَ وَيَأْمُرُ ٱلْبَحْرَ: «صَهْ! اِهْدَأْ!». (مرقس 4:39) فَتَتَوَقَّفُ ٱلرِّيحُ ٱلْعَاتِيَةُ وَيَهْدَأُ ٱلْبَحْرُ.

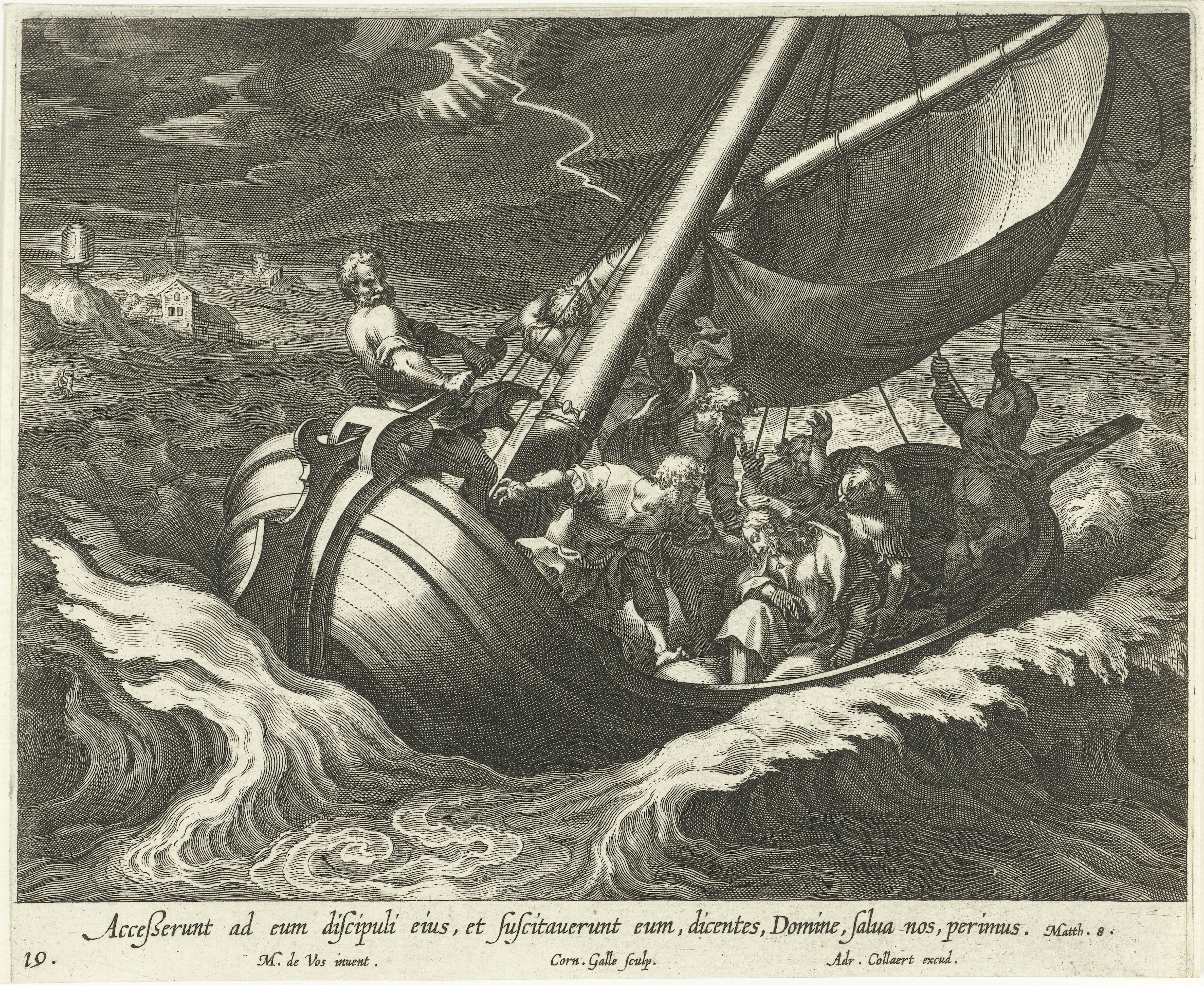
العاصفة على بحر الجليل، طبعتها كورنيليس جالي الأكبر بعد تصميم Maerten de Vos

## تحليل
وعلق المؤلف مايكل كين على أن بحيرة طبريا كانت معروفة بعواصفها المفاجئة والشرسة وأن اليهود هم من سكان الأرض الذين كانوا عمومًا غير مرتاحين في البحر، خاصة وأنهم يعتقدون أن البحر مليء بالكائنات المخيفة. يعزو تعليق المنبر هذه العواصف المفاجئة إلى هبوب رياح على قمم جبل حرمون، في جبال لبنان الشرقية إلى الشمال.
وعلق رجل الدين الأنجليكاني جون كلوز على ذلك بسؤاله "لماذا أنت خائف للغاية؟، كان يسوع يطلب من تلاميذه أن يستكشفوا في أذهانهم سبب وأصل الخوف، حتى يدركوا أن كل الخوف له جذوره في المودة والفكر الطبيعيين، منفصلين عن المودة الروحية والفكر. وعن طريق السؤال "هل ما زلت بلا إيمان؟" كان يسوع يشير بوضوح إلى خلل في مبادئهم الروحية. وعلق كلاوز كذلك على أنه من خلال هذا السؤال الأخير كان يسوع يوجه بوضوح تلاميذه، ومن خلالهم جميع الأجيال القادمة من البشر، أن الخوف هو النتيجة المستمرة لضعف المبادئ السماوية في العقل البشري.
السرد هو مثال أدبي لصراع بطل الرواية الناجح مع الطبيعة.

## أعمال فنية

Calming the storm in art
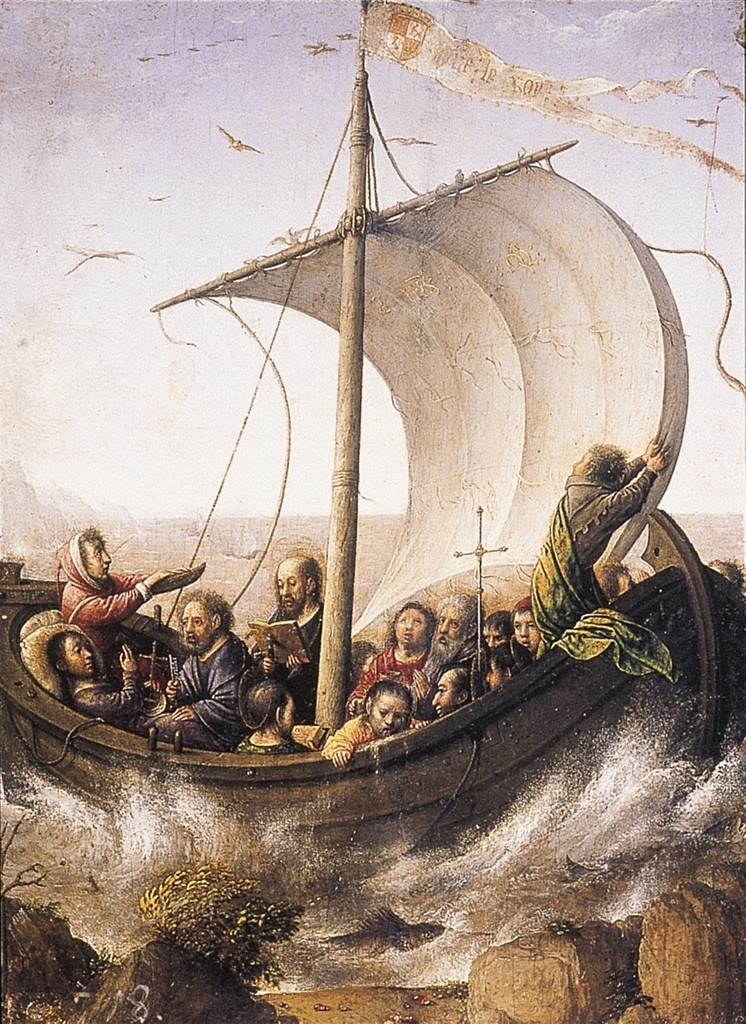
خوان دي فلانديس  [لغات أخرى]‏ 1490-1500
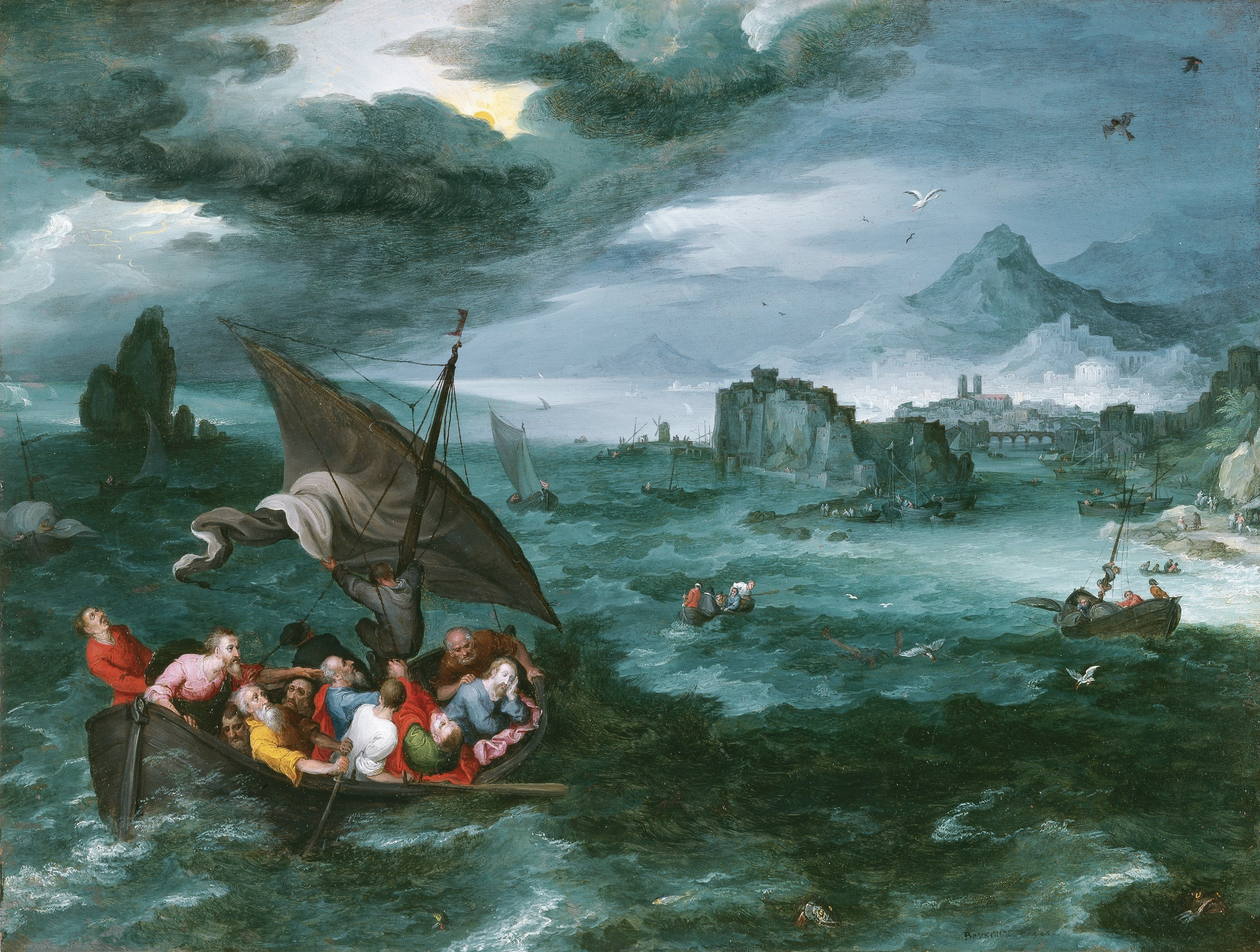
يان بروغيل الأكبر 1596
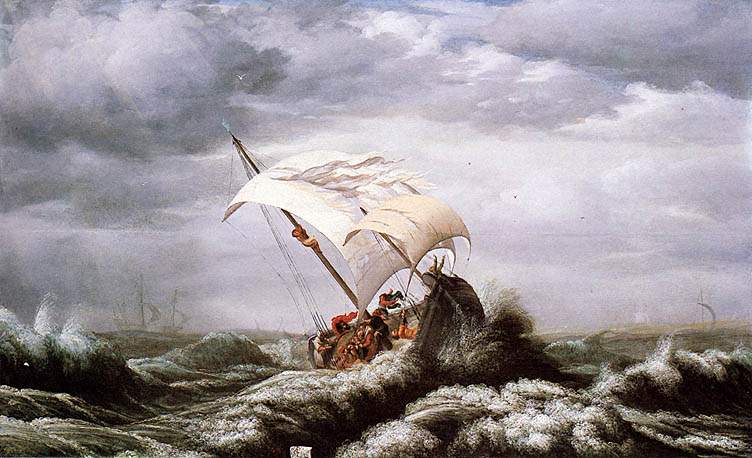
بيتر ستالبيرت  [لغات أخرى]‏ 1617
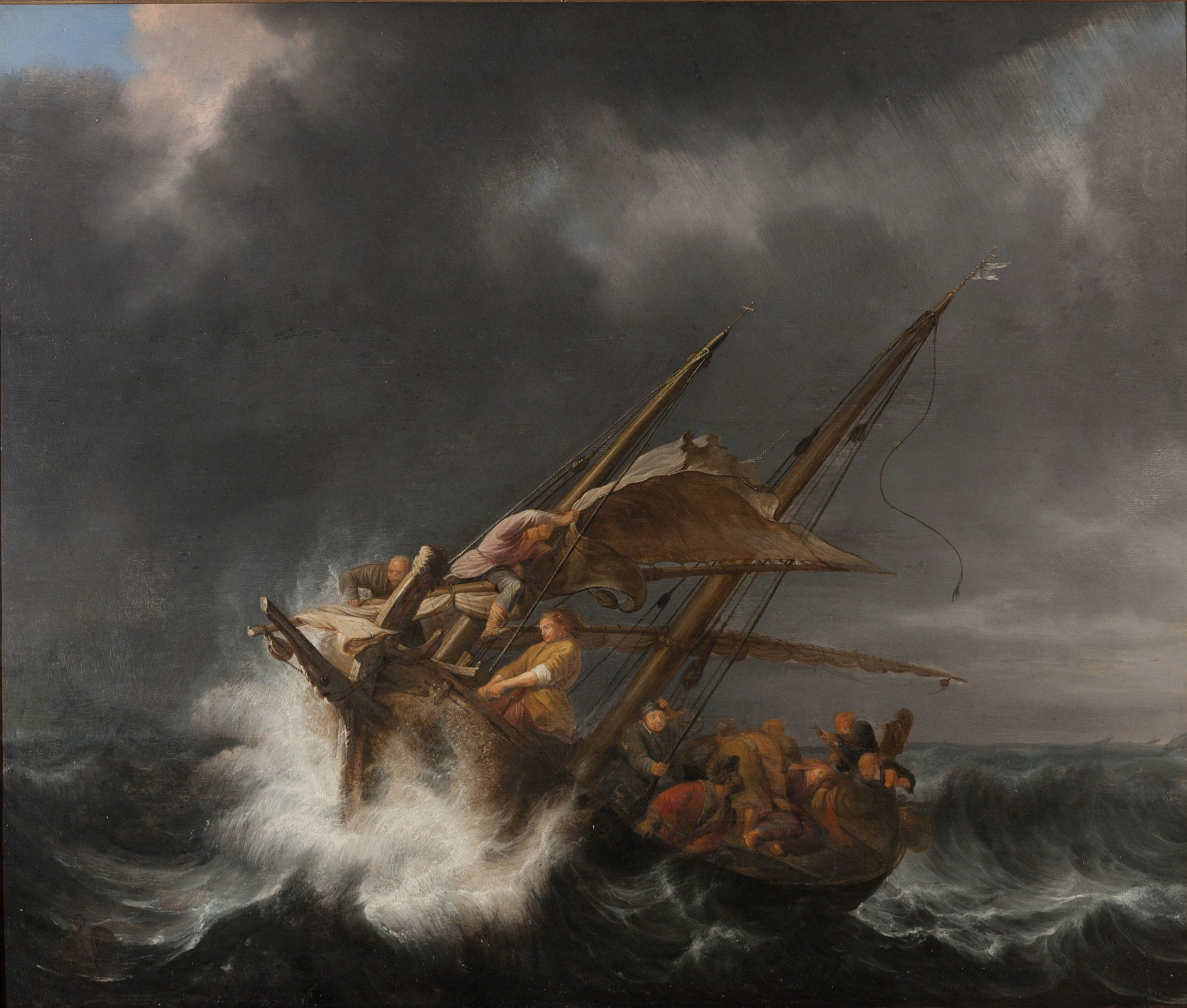
سيمون دي فليغر  [لغات أخرى]‏ 1637
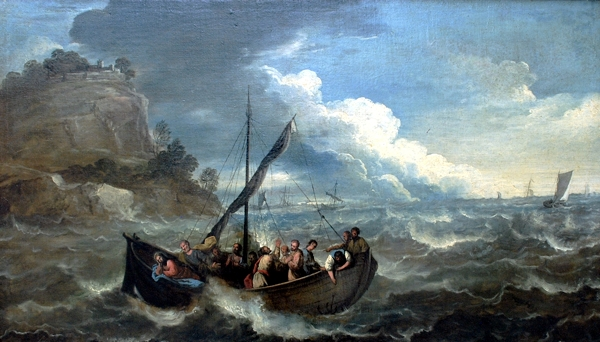
كورنيليس دي وائل 1630
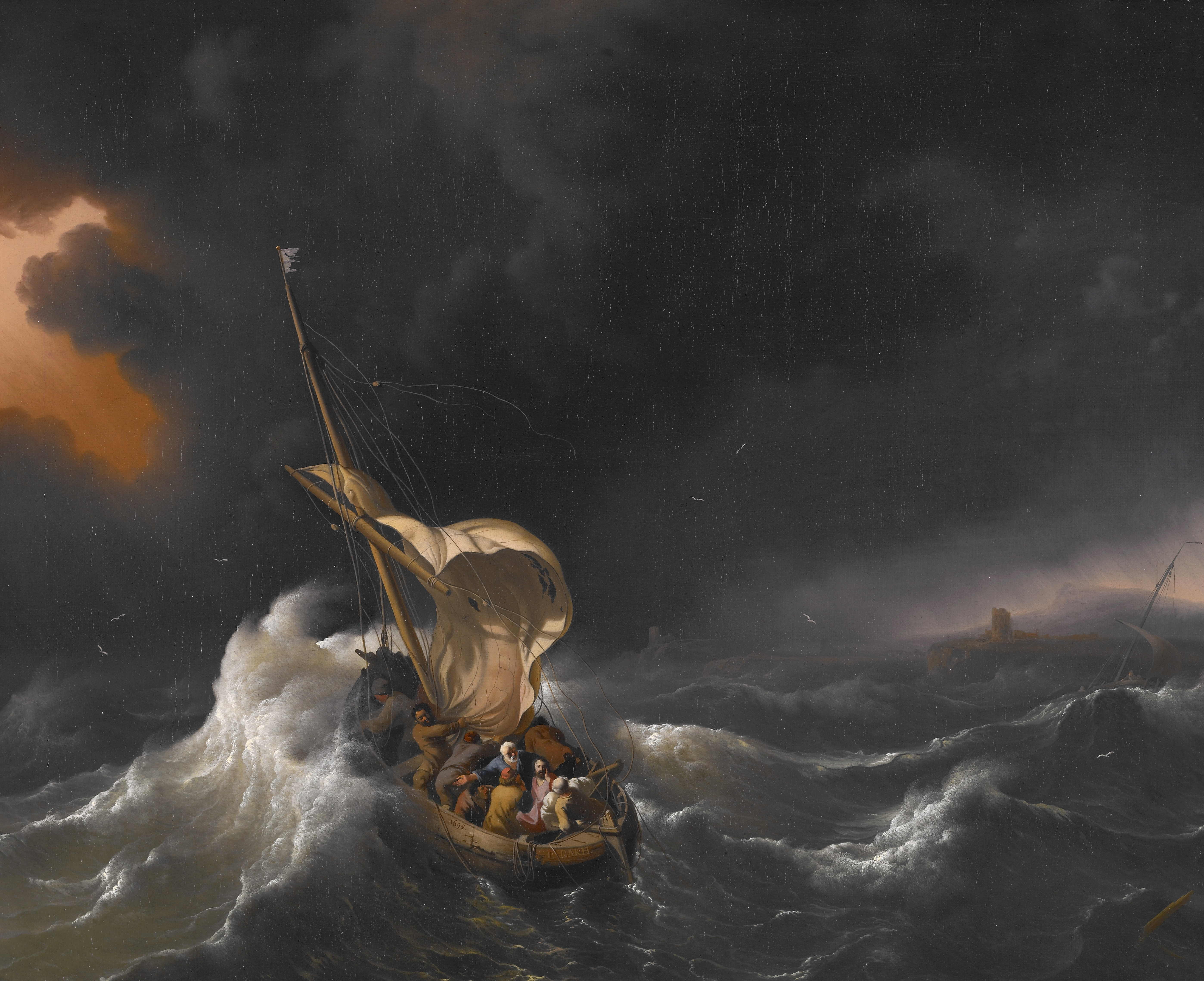
لودولف باخويزن  [لغات أخرى]‏ 1695
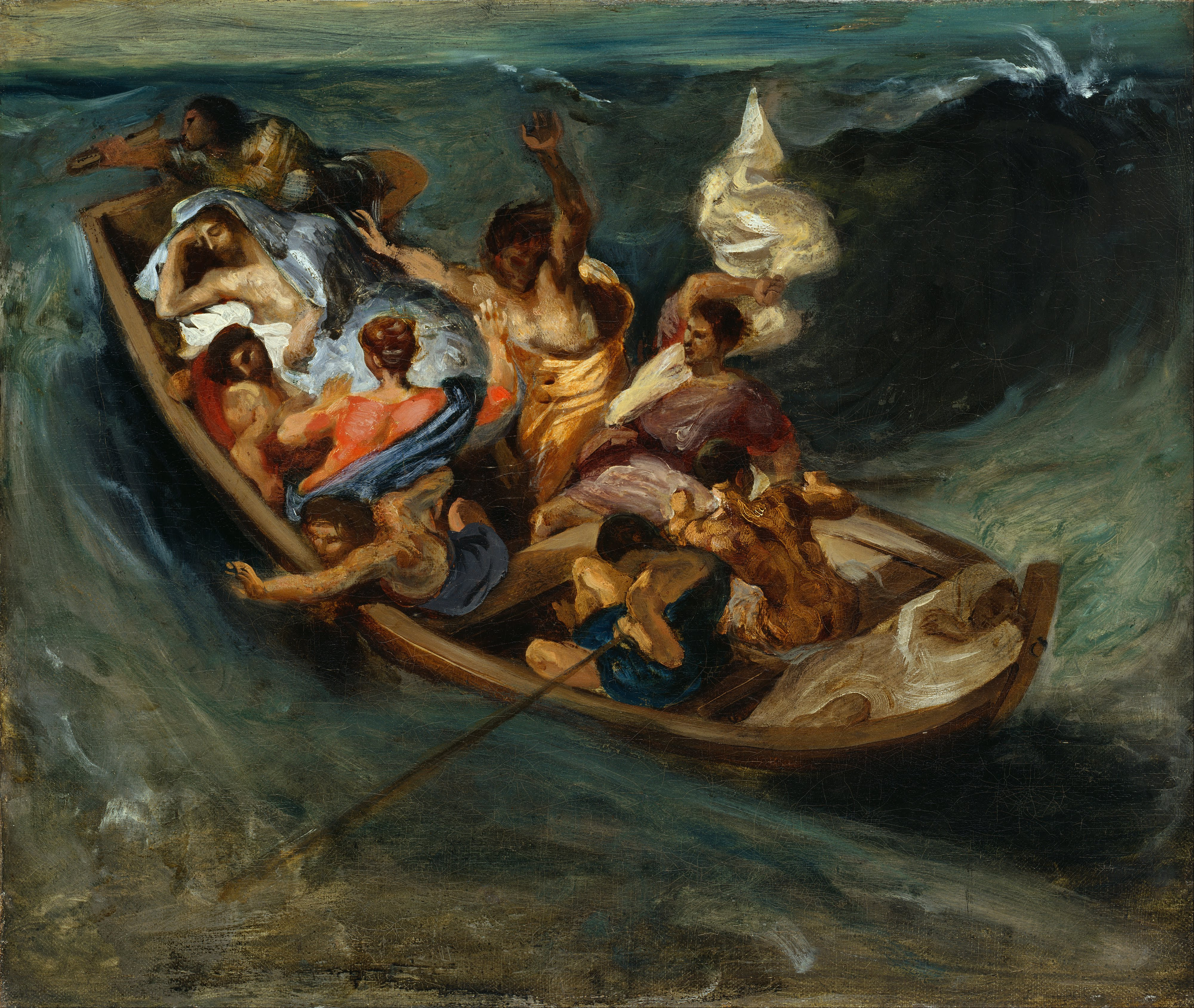
يوجين ديلاكروا 1854